# كوتا سانادا
كوتا سانادا (باليابانية: 真田 幸太) (مواليد 21 أبريل 1999) هو لاعب كرة قدم ياباني.

## وصلات خارجية
- كوتا سانادا على موقع رابطة كرة القدم اليابانية للمحترفين (اليابانية)
- كوتا سانادا على موقع قاعدة بيانات كرة القدم.إي يو (الإنجليزية)
- كوتا سانادا على موقع Soccerway.com (الإنجليزية)
- كوتا سانادا على موقع عالم كرة القدم.نت (الإنجليزية)